# 埃里克森冰川
埃里克森冰川（英語：Erickson Glacier），是南極洲的冰川，位於杜費克海岸，全長22公里，流經亞歷山德拉皇后山脈的揚山和奧利里峰，最終在羅斯冰架側注入拉姆西冰川，現時由南極條約體系管理。